# Obična smokva
Obična smokva (maloazijska smokva, pitoma smokva, Ficus carica) je veliki listopadni grm ili manje drvo koje potječe iz zapadne i srednje Azije, Zakavkazja i Grčke. 
Naraste 3 - 10 m visoko, ali u širinu ide više nego u visinu (4 - 9 m). Ima glatku sivu koru, a listovi su dugi 12 - 25 cm i 10 - 18 cm široki. Plod je dobro poznata smokva dugačka 3 - 5 cm, zelene do ljubičaste boje. Postoje i muški rod i ženski rod u ovoj vrsti, no muško stablo daje samo nejestive plodove (po čemu je prozvan divljom smokvom) i rijetko je usađeno u voćnjaku. Žensko stablo je uglavnom samooplodno, no postoje iznimke koje bez oprašivanja gube jedan ili obje urode. Dvorotke sorte daju i raniji urod (cvjetunica) čiji su plodovi narasli na prošlosezonskom drveću.

## Kultivacija i upotreba
Obična smokva se uzgaja zbog svog jestivog ploda u njenom prirodnom okolišu (na Mediteranu), ali i u drugim područjima sa sličnom klimom npr. Čile, Australija, Južna Amerika i u državama Teksas,  Washington i Oregon u SAD-u. 
Za sorte koje trebaju oprašivanje (san pedro sorte ili smirna sorte), osor vrste Blastophaga psenes mora biti prisutan, jer nosi cvjetni pelud iz smokve muškog stabla do smokve ženskog stabla. 
Smatra se da je smokva bila jedna od prvih biljaka koje su bile kultivirane za ljudsku ishranu. Tisuće kultivara (dosta njih ne imenovanih) je bilo razvijeno, ili su se sami razvili kako su ljudi migracijama nosili sjeme u nova područja. 
Smokve se mogu konzumirati svježe ili suhe, od njih se može raditi pekmez (npr. SMS pekmez od smokve), koristi se u kozmetici (npr. Dalmatica sa smokvom, Rosal).  Višani od smokava rade svoju tradicionalnu slasticu hib.
Što se tiče kozmetičke upotrebe postoje podaci da se i Kleopatra koristila različitim pripravcima od smokve kako bi joj koža uvijek bila mekana...